# Dipelicus duplex
Dipelicus duplex är en skalbaggsart som beskrevs av Sharp 1875. Dipelicus duplex ingår i släktet Dipelicus och familjen Dynastidae. Inga underarter finns listade i Catalogue of Life.